# Dino Moras
Pour les articles homonymes, voir Moras (homonymie).
Dino Moras, né le 23 novembre 1944, est un biochimiste français, directeur de recherche au CNRS et codirecteur de l'Institut de génétique et de biologie moléculaire et cellulaire (IGBMC) à Illkirch-Graffenstaden jusqu'en 2010.

## Biographie
Dino Moras est chimiste de formation avec une thèse soutenue en 1971 à l'université de Strasbourg, anciennement université Louis-Pasteur. Après un post-doctorat à l'université Purdue dans l'Indiana aux États-Unis, il entre au CNRS en 1969 et en 1980 crée le département  de cristallographie biologique à l’IBMC de Strasbourg. En 1995 son unité et  celle de Pierre Chambon sont à la base de l’IGBMC à Strasbourg-Illkirch  Il devient membre de l'académie américaine des arts et des sciences en 1998 et membre titulaire de l'académie des sciences en 1999.
En 2002, à la suite de Pierre Chambon et de Jean-Louis Mandel, il a été directeur-adjoint puis directeur de l'IGBMC à Strasbourg de 2002 à 2010.

## Apport scientifique
Dino Moras est l'un des pionniers en France de la biologie structurale et de la cristallographie biologique. La première partie de sa carrière a été principalement consacrée à l'étude de la structure des ARNt et des aminoacyl-ARNt synthétases, des enzymes qui jouent un rôle majeur dans la fidélité du mécanisme de traduction du message génétique en protéines. Avec Pierre Chambon, il a ensuite mis en évidence les structures cristallographiques de différents domaines de liaison du ligand (LBD) des récepteurs nucléaires et leurs états conformationnels variés.
Dino Moras est l'auteur et le coauteur de nombreuses publications.

### Chimie
En 1968, Dino Moras réalise la première synthèse et caractérisation structurale d'un hétérocycle entièrement minéral. Trois ans plus tard il réalise une étude structurale des cryptates. Puis en 1982 il assure la première visualisation et caractérisation structurale de H3O+, l'intermédiaire de catalyse postulé en 1918 par Joannes Brønsted (principe de la catalyse acide-base).

### Biologie structurale

#### tRNAs/aminoacyl-tRNA synthetases et traduction du code génétique
En 1980 la détermination de la structure du tRNAASP de levure par cristallographie (deuxième structure atomique d'un ARN de transfert) a constitué la première étape d’une étude qui a culminé dix ans plus tard par :
- La découverte de la partition des aminoacyl-tRNA synthétases en deux classes et la corrélation fonctionnelle associée (fixation de l'aminoacide sur deux centres chiraux différents, les positions 2' (classe I) ou 3' (classe II) de l'adénosine terminale de l'ARN de transfert.
- La détermination de la structure atomique du premier complexe de classe II (AspRS-tRNAASP) et la dissection du mécanisme enzymatique qui a expliqué l’origine et l'importance de la chiralité pour la reconnaissance ARN-protéine[8],[9],[10]. De plus cette structure a révélé l’existence d’une nouvelle conformation de l’ATP, jusqu’à présent propriété exclusive des synthétases de classe II.

#### Solution du paradoxe de Pauling
L'une des énigmes de la traduction du code génétique – appelée paradoxe de Pauling – est le fait que les synthétases puissent discriminer des acides aminés comme Thr, Ser, Val avec un taux d'erreur très faible alors que leurs chaînes latérales sont isostériques. La structure de la threonyl-tRNA -synthetase (ThrRs) a permis de résoudre cette énigme et a fourni le mécanisme moléculaire.

#### Régulation de la transcription par les récepteurs nucléaires
La famille des récepteurs nucléaires des hormones, facteurs de transcription ligand-dépendants, est impliquée dans la régulation de l’expression d’importantes cibles génétiques. Ces récepteurs contrôlent la plupart des fonctions physiologiques et sont impliqués dans de nombreuses pathologies.
En 1995, les premières images d'un domaine de liaison du ligand (LBD) ont permis de déterminer les structures cristallographiques du récepteur de l'acide rétinoïque (RAR) et de son partenaire moléculaire le récepteur X des rétinoïdes (RXR) et de définir un repliement canonique caractéristique de cette famille des récepteurs nucléaires. Ces résultats ont éclairé le rôle du ligand dans l'activation de ces facteurs de transcription,. De plus, la structure du LBD du RXR est la première structure cristallographique de protéine résolue grâce à l'utilisation du gaz xénon sous pression comme dérivé lourd.
Un grand nombre de structures cristallographiques ont par la suite été déterminées par ces techniques, avec plus de 600 actuellement déposées dans la Protein Data Bank, qui ont confirmé les premières conclusions et ont eu un impact en pharmacologie. Parmi celles-ci l’équipe de Dino Moras a notamment contribué à la publication des structures du récepteur de la vitamine D (VDR) et de celui de l'ecdyzone (spécifique aux insectes),.
En 2004, une analyse comparative des séquences d’acides aminés des domaines de fixation des ligands de toute la superfamille a permis de classer les récepteurs en deux classes, la deuxième regroupant tous les récepteurs formant des hétérodimères avec RXR, avec l'identification de résidus invariants et spécifiques à chaque classe.
Afin de découvrir les bases structurales et moléculaires de l'ensemble du complexe de la transcription contrôlé par les récepteurs nucléaires, les équipes de Dino Moras ont utilisé les approches intégratives de la biologie structurale, dont la cryo-microscopie électronique qui permet d'atteindre des résolutions au niveau atomique pour modéliser l'architecture moléculaire en solution de plusieurs complexes regroupant l'ADN, les récepteurs et leurs corégulateurs transcriptionnels,,. 

## Prix et distinctions
- 1972 : médaille de bronze du CNRS
- 1982 : médaille d'argent du CNRS
- 1987 : Académie des sciences, (correspondant), membre en 2000[20]
- 1987 : membre de l'Organisation européenne de biologie moléculaire (EMBO)
- 1988 : membre de l'Academia Europaea
- 1998 : membre de l'Académie américaine des arts et des sciences
- 2002 : chevalier de la Légion d'honneur
- 2014 : officier de l'ordre national du Mérite